# Alto Sermenza
Alto Sermenza ist eine italienische Gemeinde (comune) in der Provinz Vercelli, Region Piemont.

## Lage und Einwohner
Alto Sermenza liegt rund 92 km nordwestlich von der Provinzhauptstadt Vercelli entfernt im Val Sermenza, einem Seitental der Valsesia, nahe an der Grenze zur Schweiz. Das alpine Gemeindegebiet umfasst rund 60 Quadratkilometer und hat 140 Einwohner (Stand 31. Dezember 2023). Alto Sermenza ist Teil des Naturparks Parco naturale Alta Valsesia. Zur Gemeinde gehören die drei Dörfer Rima, Rimasco und San Giuseppe (von denen Rima San Giuseppe und Rimasco je eine Fraktion bilden) sowie die Kleinsiedlungen Balmelle, Cà di Zelle, Campo Ragozzi, Dorca, Ferrate, Oro und Priami.
Die Nachbargemeinden sind Alagna Valsesia, Boccioleto, Carcoforo, Fobello, Mollia, Riva Valdobbia und Rossa.

## Geschichte
Die Gemeinde Alto Sermenza entstand auf den 1. Januar 2018 durch den Zusammenschluss der bisherigen Gemeinden Rima San Giuseppe und Rimasco auf der Grundlage des Regionalgesetzes Nr. 14 vom 10. Oktober 2017. Eine vorgängige Volksabstimmung im Juni 2017 hatte in beiden damaligen Gemeinden eine deutliche Mehrheit für die Fusion ergeben.

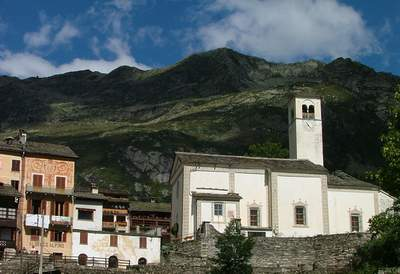
Kirche von San Giuseppe
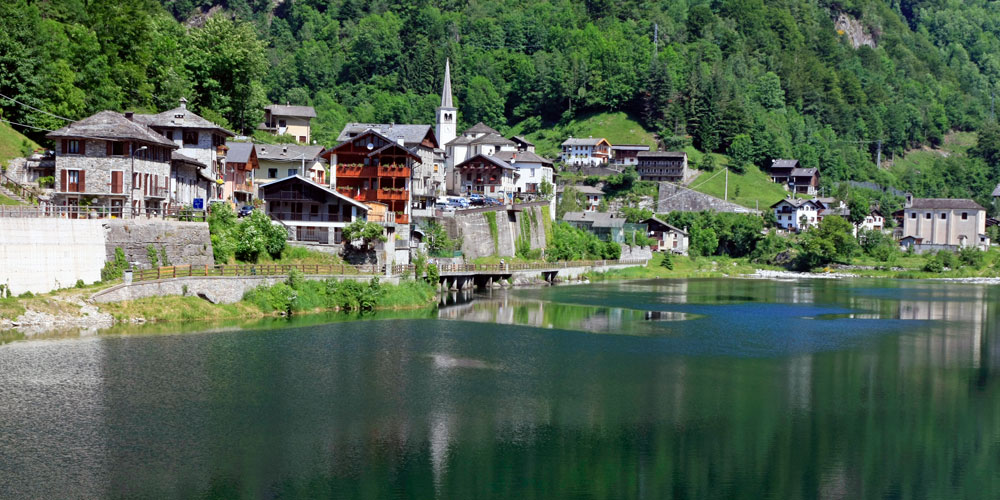
Rimasco
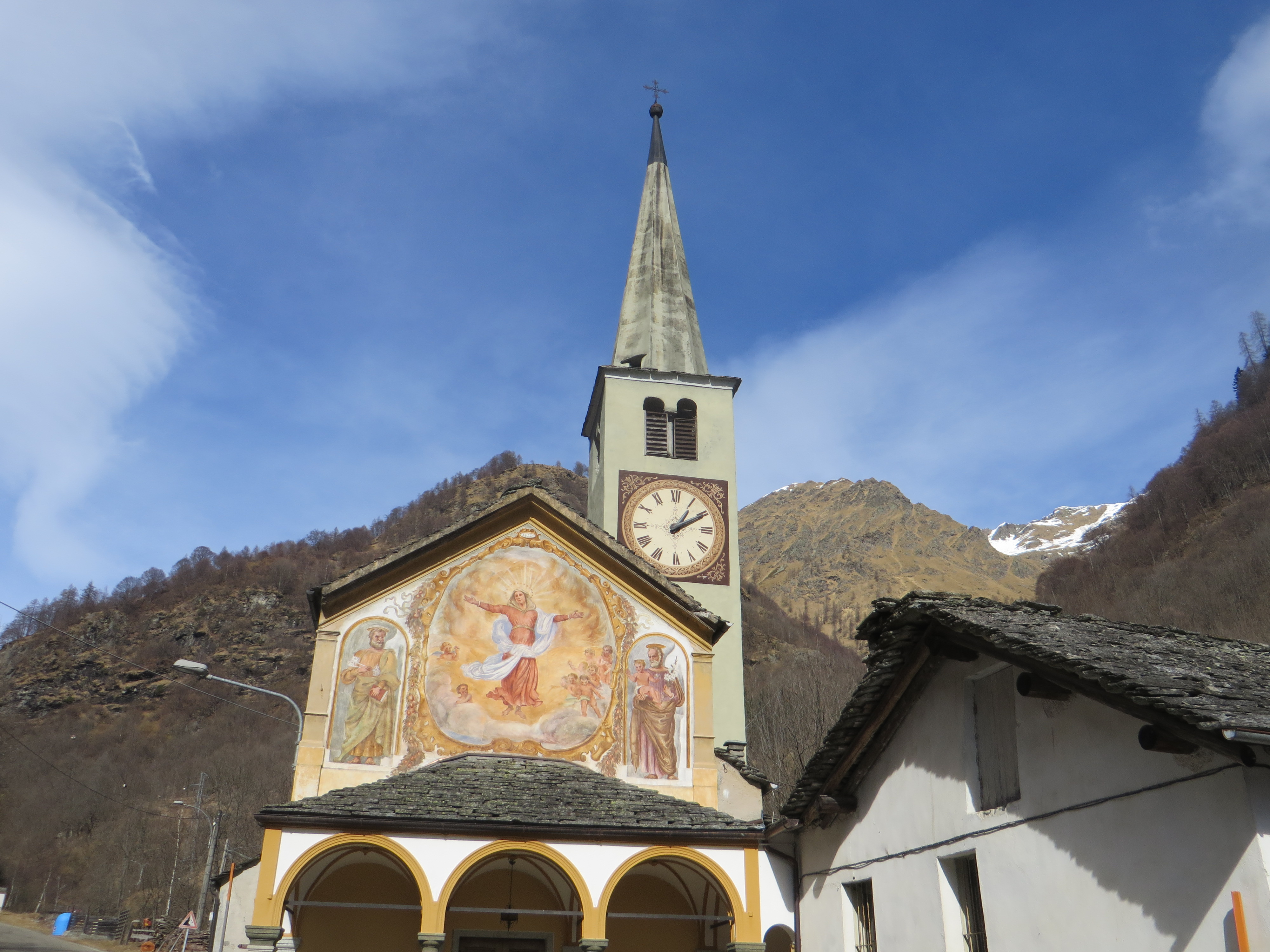
Kirche in Ferrate